# Ashot Anastasian
Ashot Anastasian (Erevan, 16 de julho de 1964 – 26 de dezembro de 2016) foi um jogador de xadrez da Armênia com diversas participações nas Olimpíadas de xadrez. Anastasian participou de todas as edições entre 1992 e 2002, e conquistou a medalha de bronze Manila (1992) e Bled (2002), jogando no segundo tabuleiro reserva em ambas. Em Istambul (2000), conquistou a medalha de ouro por participação individual jogando no quarto tabuleiro. Morreu em 26 de dezembro de 2016, aos 52 anos. 